# Screven
|  | Dieser Artikel wurde aufgrund von inhaltlichen Mängeln auf der Qualitätssicherungsseite des Projektes USA eingetragen. Hilf mit, die Qualität dieses Artikels auf ein akzeptables Niveau zu bringen, und beteilige dich an der Diskussion! Eine nähere Beschreibung der zu behebenden Mängel fehlt. |

Screven ist eine City im Wayne County im US-Bundesstaat Georgia. Laut Volkszählung im Jahr 2000 hatte sie eine Einwohnerzahl von 702 auf einer Fläche von 5,6 km². Die Bevölkerungsdichte liegt bei 125,4 pro km².